# إلياس أبو عاصي
إلياس جرجس أبو عاصي، سياسي وأكاديمي لبناني ماروني، يشغل منصب الأمين العام لحزب الوطنيين الأحرار الذي يرأسه دوري شمعون. التحق سنة 2001 بلقاء قرنة شهوان. شارك في الانتخابات النيابية سنة 2005 كمرشح في دائرة بعبدا - عاليه لكنه لم يوفق بالفوز بالمقعد النيابي. وهو أستاذ علوم سياسية في جامعة القديس يوسف.

## وصلات خارجية
- لقاء لإلياس أبو عاصي في موقع حزب الوطنيين الأحرار
- الدكتور الياس أبو عاصي في برنامج قناة العربية "السلطة الرابعة"[وصلة مكسورة]